# Маршальское
Маршальское — посёлок в Гурьевском городском округе Калининградской области. Входит в состав Храбровского сельского поселения.

## Население
| 2002 | 2010 |
| ---- | ---- |
| 635  | ↗686 |

## История
Первое упоминание о населённом пункте относится к 1317 году.
В 1910 году в Галльгарбене проживало 326 человек.
30 января 1945 года Галльгарбен был взят советскими войсками.
В 1946 году Галльгарбен был переименован в посёлок Маршальское.